# Pneumant
Goodyear Tires Germany GmbH Fürstenwalde (в ГДР как марка Pneumant — «Пноймант») — немецкий производитель шин. В Германской Демократической Республике единственный в стране изготовитель шин для всех видов транспортных средств: велосипедов, мотоциклов, автомобилей. В 2016 году товарная марка Pneumant выкуплена американским производителем шин компанией GoodYear.

## История

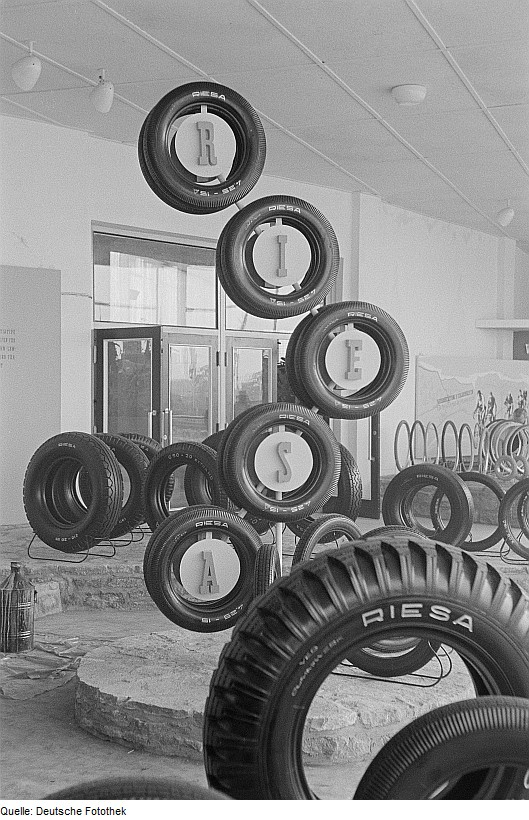
Шины Riesa. 1954 год.

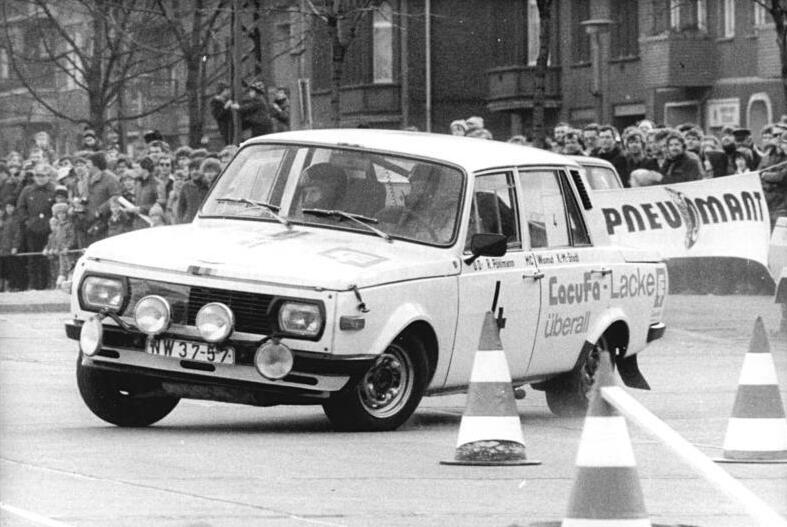
Ралли-Пноймант. 1983 год.

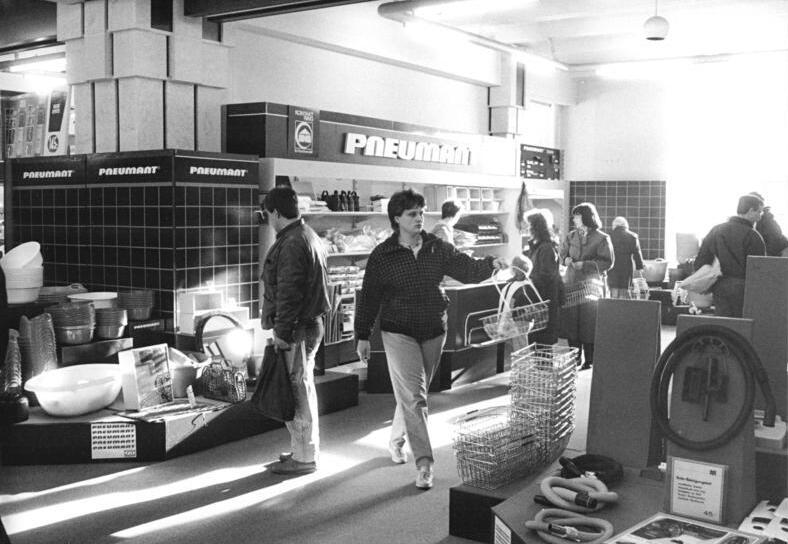
Товары народного потребления. 1990 год.

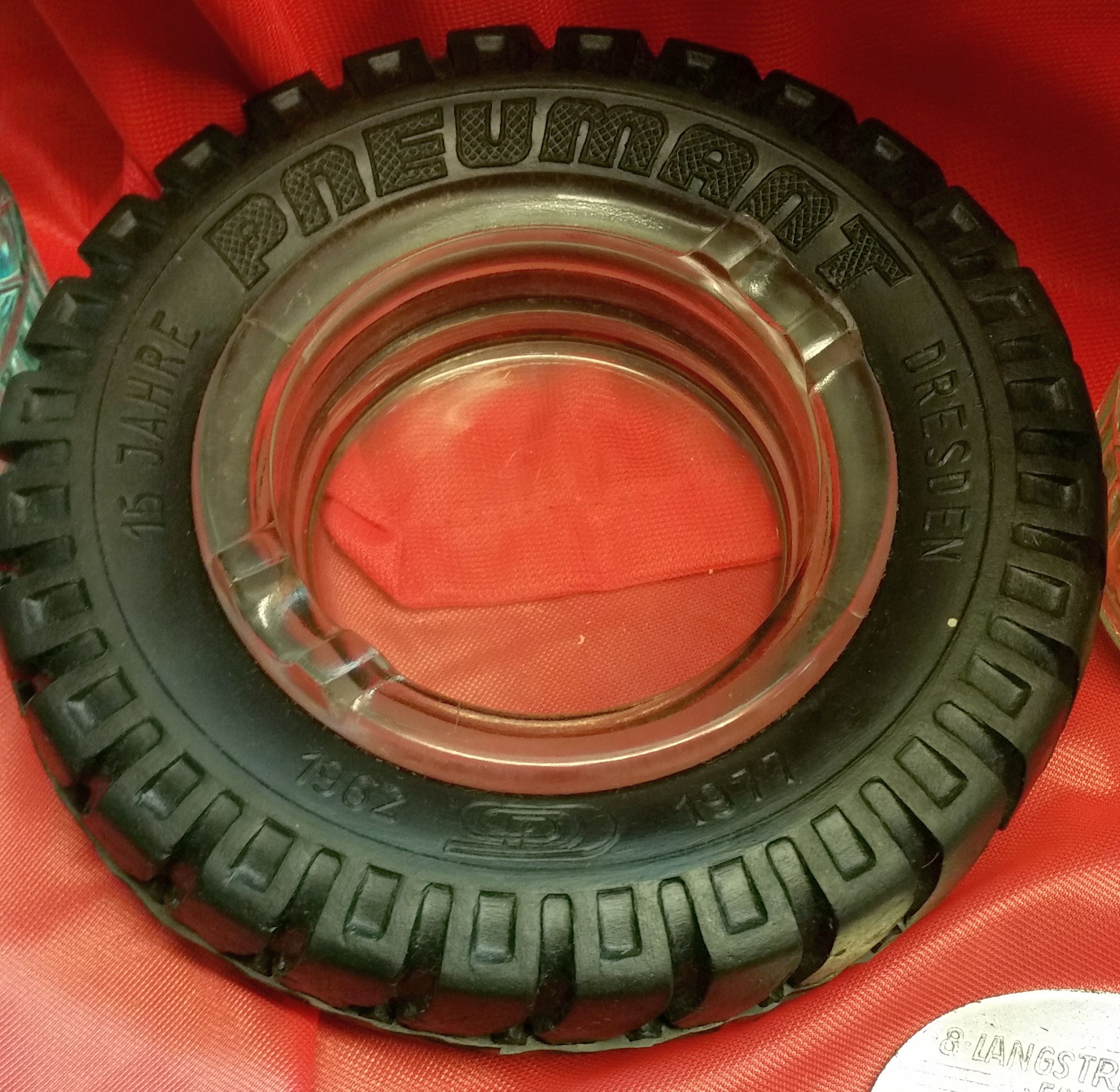
Юбилейная шина к 15-летию марки Pneumant

### Становление
В 1906 году в Берлине было создано подразделение резиновых шин Deutsche Kabelwerke AG (DeKaWe). Шинный завод DEKA Pneumatic GmbH стал самостоятельным в 1922 году. В 1936 году пневматический производитель шин использует синтетический каучук BUNA. В 1937 году строительство новых производственных и складских зданий происходит в Кечендорфе возле Фюрстенвальде на Шпрее.

### Шинный монополист в ГДР
В 1946 году был вновь создан шиномонтажный завод Riesa для восстановления и производства новых шин, а в 1956 году производство бескамерных шин. Через год началось производство новых шин для самолётов. Новый товарный знак «Pneumant» был представлен в 1959 году. С 1961 года завод впервые участвовал в автоспорте: были проведены первые соревнования Pneumant-Rally. Чтобы увеличить производство, в предместье Дрездена возникло дополнительное производство.
В 1968 году вся индустрия шин ГДР была объединена под названием VEB шиностроительный комбинат Fürstenwalde. Вновь возникший монополист имел 11 000 сотрудников и создавал шины для таких марок, как MZ, Wartburg и Trabant. В дополнение к обычному заводу, VEB шиномонтаж Fürstenwalde, имелись четыре производства шин (в Риза, Хайденау, Дрезден и Нойбранденбург) принадлежали объединению. Кроме того, были включены пять производств по восстановлению шин (в том числе VEB Berliner Reifenwerk в Берлине), исследовательский центр, а также внешнеторговое предприятие PNEUMANT. В 1984 году было произведено 2,27 миллиона шин. В 1983 году комбинат экспортировал шины на сумму 230 миллионов в иностранной валюте.
В 1973 году в Ризе началось производство автомобильных радиальных шин по лицензии Kléber-Colombes (ныне Michelin).

### Современное положение
События в 1989—1990 годов в Германии привели к резким изменениям для Pneumant: в 1990 году вместо предыдущего комбината появились корпорации, из которых три года спустя был образован Pneumant Tire & Rubber Werks GmbH. В 1995 году оно перешло в дочернюю компанию Dunlop SP Reifenwerke GmbH и было переименовано в Pneumant Tire GmbH. В 1998 году Pneumant отпраздновал большой юбилей: 100-миллионная шина ушла с завода в Ризе. Два года спустя Pneumant получил европейскую экономическую премию Milestones. В 2006 году в Фюрстенвальде были выпущены первые шины Run-Flat для Dunlop.
Из-за снижения продаж Dunlop объявила о прекращении товарного знака в январе 2012 года. За этот год было изготовлено 50 000 шин Pneumant.
Dunlop возобновил производство в 2015 году. Шины были предложены через торговую группу Reutlinger Reiff в Германии и Австрии. В том же году Dunlop объявила о выходе из глобального совместного предприятия с Goodyear. Goodyear должен получить все акции в совместном предприятии в конце года.